# Dieguinho (calciatore)
Diego Francisco Rocha, meglio noto come Dieguinho (Bebedouro, 7 giugno 1992), è un calciatore brasiliano, attaccante dell'Atert Bissen.

## Caratteristiche tecniche
È un'ala destra.

## Carriera
Cresciuto nel settore giovanile del Paraná, ha esordito in prima squadra il 23 gennaio 2011 disputando l'incontro del Campionato Paranaense pareggiato 1-1 contro il Coritiba.